# W Centauri
W Centauri är en pulserande variabel av Mira Ceti-typ (M) i stjärnbilden Kentauren. 
Stjärnan har en visuell magnitud som varierar mellan +7,6 och 13,7 med en period av 200 dygn.